# Palauli
Palauli è un distretto delle Samoa. Comprendente parte dell'isola Savai'i, ha una popolazione (Censimento 2016) di 9.300. Il capoluogo è Vailoa i Palauli.